# Nationaal Register Mobiel Erfgoed
Het Nationaal Register Mobiel Erfgoed (NRME) is een register van mobiel erfgoed in Nederland.
Het register is opgezet door de stichting Mobiele Collectie Nederland (MCN), opgericht in 2000, die onder andere tot doel heeft het samenstellen van een overzicht van een representatieve collectie Nederlands mobiel erfgoed dat inzicht biedt in de cultuurhistorische waarde van die collectie. De stichting Mobiele Collectie Nederland is de eigenaar en beheerder van het Register.
Het Nationaal Register wordt 'gevoed' door de registers van de verschillende  koepelorganisaties: de Federatie Varend Erfgoed Nederland (FVEN), de vereniging Historisch Railvervoer Nederland (HRN), de Federatie Historische Automobiel- en Motorfietsclubs (FEHAC) en de Nationale Federatie Historische Luchtvaart (NFHL).
Het register bevat informatie over de geregistreerde objecten. Over sommige objecten, de zogenaamde geregistreerde objecten, wordt extra informatie gegeven: hun cultuurhistorische waarde of hun authenticiteit. Ze zijn bovendien opgenomen in de afzonderlijke sectorale registers (water, rail, weg, lucht) als Varend monument, als Railmonument, als Rijdend monument of als Vliegend monument.
In het register zijn bijna 1.400 objecten opgenomen in de sector Railgebonden erfgoed (ruim 850 geregistreerd) en zo'n 1.000 objecten in de sector Vliegend erfgoed (bijna 800 voorlopig geregistreerd). Deze sectoren zijn daarmee vrijwel geheel in beeld. Er zijn ruim 1000 objecten in de sector Rijdend erfgoed geïnventariseerd. Bij het Varend erfgoed zijn tot nu toe twintig objecten uit het Havenmuseum in Rotterdam opgenomen.